# Royaume de Numidie
Ne pas confondre avec la province romaine qui porte ultérieurement le nom de Numidie.
IVe au IIIe siècle av. J.-C.,, – 40 av. J.-C.
Entités précédentes :
- Tribus et confédérations berbères (Libye antique)
- Villes puniques
- Numidie orientale
- Numidie occidentale

Entités suivantes :
- Royaume de Maurétanie
- Afrique romaine
- Numidie (province romaine)

La Numidie (latin : Numidia) ou royaume de Numidie (en latin : Regnum Numidiae) est un royaume berbère, situé principalement sur les territoires actuels de l'Algérie (nord), mais également une petite partie de la Tunisie (est et sud), de la Libye (nord-ouest) et marginalement sur le Maroc (nord-est) au Maghreb. Ses fondateurs sont les Numides, un peuple berbère, qui créent un État puissant à la civilisation originale en Afrique du Nord. Le royaume était bordé à l'ouest par le royaume de Maurétanie vassalisé,,, à l'est par le territoire de Carthage et Cyrénaïque, au nord par la mer Méditerranée et au sud par le désert du Sahara. Le royaume avait également pénétré aussi loin au sud au-delà de l'Atlas jusqu'aux Gétules et le Fezzan faisait partie de son domaine,.
Les tribus de la partie orientale de la Numidie portaient le nom de Massyles, et celles de la partie occidentale celui de Massæsyles ; divisés politiquement en « deux royaumes numides », ils seront unifiés par Massinissa vers 205 av. J.-C., âge d'or du royaume. La Numidie avait pour capitale Cirta (l'actuelle ville de Constantine), son cœur se situerait dans l'actuel Constantinois. Berbères sédentaires ou semi-nomades, les Numides étaient répartis en différentes tribus. Les Numides se distinguent des Maures, regroupés en fédérations peuplant l'Ouest de l'Afrique du Nord et des Gétules dans les confins sahariens.
La Numidie a eu plusieurs rois, des « agellid », les plus célèbres étant Syphax, Massinissa, Micipsa, Jugurtha, Juba Ier. Le royaume doit son succès à l'action de Massinissa, et à l'alliance avec Rome.
La Numidie devient prospère après son unification, comporte plusieurs villes et une civilisation originale. L'agriculture céréalière est particulièrement développée dans le Constantinois et le commerce méditerranéen dans l'Ouest de la Numidie. Les Carthaginois sont complètement évincés des places littorales et de l'Est de l'Afrique et des campagnes militaires sont lancées à l'est jusqu'en Tripolitaine.
Cependant les querelles de succession affaiblissent les Numides, et provoquent l'intervention des Romains. La guerre de Jugurtha marque leur déclin définitif, le royaume de Numidie est réduit à son tiers Est par les Romains. Ces derniers attribuent les deux tiers Ouest au roi Bocchus de Maurétanie qui leur a livré le roi numide Jugurtha. De 105 av. J.-C. à 46 av. J.-C. la Numidie est ainsi un royaume au territoire réduit. Le soutien de Juba Ier aux adversaires de Jules César lors de la guerre civile lui est fatal. Juba et les adversaires de César sont défaits et la Numidie est annexée par Rome pour devenir la province d'Africa Nova.

## Étymologie
L'étymologie traditionnelle (acceptée par la linguistique moderne, et pas seulement en  tant qu' « étymologie populaire »), du grec Νομάδες [Nomádes] et du latin Numidae, « les Numides », dérive ces mots, ainsi que les termes géographiques Nomadia (Νομαδία) en grec et Numidia en latin, de l'adjectif grec nomás (νομάς), pluriel nomádes (νομάδες), signifiant « qui fait paître », « pastoral », « berger » (du verbe νέμω, « faire paître »). Une telle appellation définissait ainsi les Numides comme un peuple vivant de l'élevage itinérant, sans agriculture ni implantations fixes, bref un peuple « nomade ». L'évolution phonétique du grec Νομάδες vers le latin Numidae est tout à fait possible et même normale, en vertu du phénomène de l'apophonie. Cela n'empêcha pas Gabriel Camps (qui était préhistorien et non linguiste) de rejeter cette étymologie comme « fausse », sans proposer d'autre piste qu'un ethnonyme africain hypothétique et indéterminé. Camps note que certaines tribus autochtones se donnaient le nom de Numides, y compris encore au XXe siècle les Nemadi en Mauretanie. Lionel Galand, pour sa part, demeure prudent, mais estime probable que « Numidae représente (peut-être maladroitement) un nom indigène, alors que les Grecs ont trouvé dans leur propre langue un mot dont la consonance et le sens de « bergers, nomades » se prêtaient à l'opération : c'est le processus bien connu de l'étymologie dite populaire ». En tout état de cause, la théorie, qu'on peut juger attrayante, d'un ethnonyme indigène perdu qui serait à la base de la transcription sémantique Νομάδες, reste pour le moment une hypothèse indémontrée.
Le nom Nomádes (Νομάδες) apparaît d'abord chez l'historien Polybe (III, 113, 7 ; 116, 5.7.12 ; etc.), au IIe siècle av. J.-C., pour désigner les peuples et territoires situés à l'ouest de Carthage incluant tout le nord de l'Algérie jusqu'au fleuve de la Moulouya, à environ 160 kilomètres à l'ouest d'Oran.

## Histoire

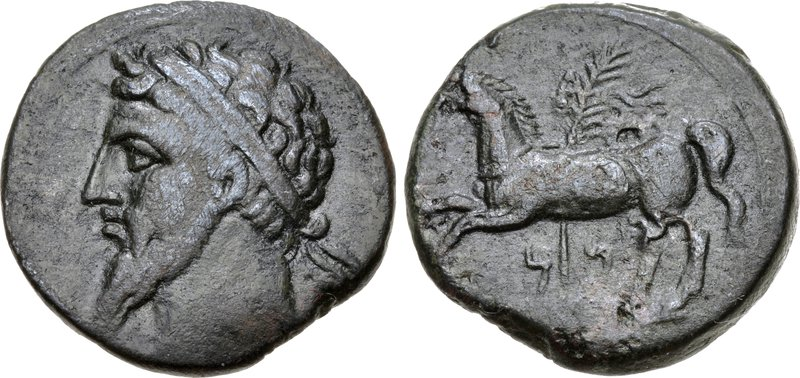
Pièce d'argent avec un portrait de Massinissa, fondateur du royaume de Numidie, sur la face, et un cheval sur le revers.

L'organisation de la société berbère a précédé Carthage de plusieurs siècles. La famille, le village, la tribu et la confédération apparaissent comme les structures de l'ordre social. Dès le Ve siècle av. J.-C., des aguellids (rois) sont apparus pour prendre en main le destin des grandes confédérations berbères. L'émergence des grandes monarchies est également un moyen de s'opposer et de résister à Carthage. Deux dynasties, celles des Massyles et des Massæsyles apparaissent en Numidie ; liées, elles sont également rivales pour unifier la Numidie sous une seule autorité.

### Deux royaumes rivaux

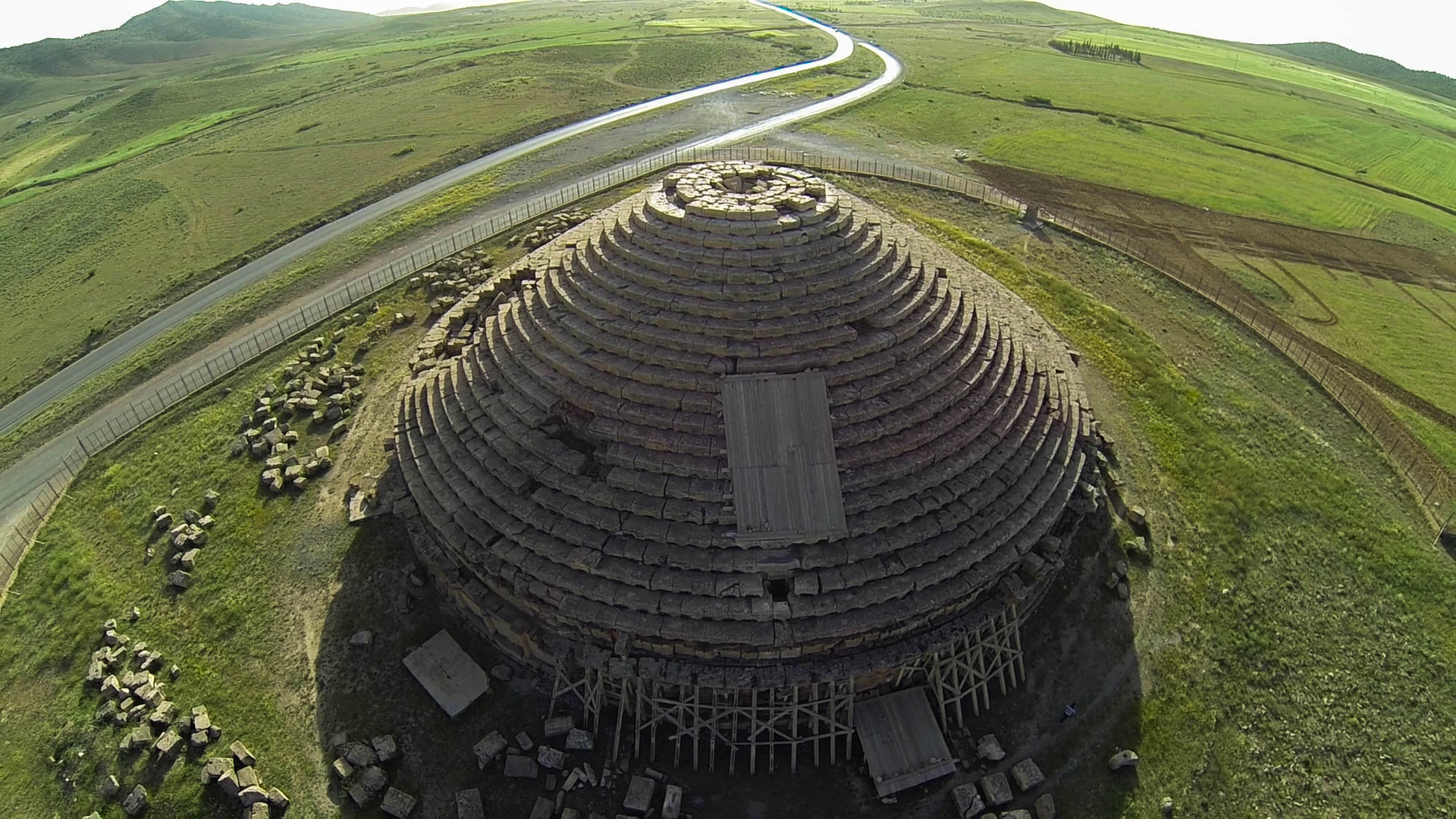
Le Medracen à Batna, mausolée numide du IIIe siècle av. J.-C., probablement bâti par les rois Massyles.

Les deux royaumes avant l'unification.

Il est difficile de savoir à quelle époque se structurent les royaumes. L'existence du royaume massyle est attestée au IVe siècle av. J.-C. La Numidie se répartit entre :
- un royaume massæsyle, allant de la Mulucha (Moulouya) à l'Ampsaga (Oued-el-Kebir), avec pour capitale Siga (actuelle Oulhaça El Gheraba) mais fonde Cirta, inexpugnable cité à la frontière de son territoire ;
- un royaume massyle, à l'est de l'Ampsaga jusqu’aux territoires carthaginois, avec pour capitale Hippo Regius (actuelle Annaba).

Les frontières entre Massyles et Massæsyles ont certainement fluctué. Carthage cherche l'alliance de ces rois pour recruter des mercenaires et assurer la sécurité autour de ses comptoirs côtiers, mais les rois numides ne se révèlent pas être les chefs vassaux escomptés et vont jouer sur la rivalité entre Rome et Carthage pour affermir leurs positions.
De cette époque il ressort que les Massæsyles s'intéressent particulièrement à l'Ibérie, et qu'un commerce important a lieu entre l'Almérie et l'Algérie occidentale. Les Massæsyles importent du métal, des poteries, alors qu'ils exportent de l'ivoire et des œufs d'autruche. Selon Strabon, les Massæsyles, forts de leur commerce, sont très riches et possèdent beaucoup de soldats. Cependant la guerre menée par Syphax successivement contre Carthage, Rome puis Massinissa va mener les Massæsyles à la ruine et ouvre la voie à la réunification. Les Massyles, eux, ont un royaume deux fois moins étendu que les Massæsyles, mais sont plus attachés à la terre et les villes sont plus nombreuses : Cirta, Dougga, Tébessa… Cette partie massyle a atteint un niveau important de civilisation : sol bien cultivé, élevage réputé, villes nombreuses. La défaite de Syphax fait que son chef Massinissa est proclamé roi de toute la Numidie, territoires massæsyle et massyle inclus.

### Alliances mouvantes avec Carthage et Rome
Les rois numides prirent souvent les armes contre les tentatives d'invasion de leur territoire. Le roi massyle Gaia, père de Massinissa, a ainsi combattu les Carthaginois à qui il a enlevé un territoire avant de devenir leur allié. Puis, Carthage décide de s'allier à Syphax, roi massæsyle. Cette nouvelle alliance est scellée par son mariage avec Sophonisbe, fille du général carthaginois Hasdrubal Gisco (qui selon certains auteurs antiques aurait au préalable été promise à Massinissa). À l'inverse, Massinissa, qui aide les Carthaginois dans la péninsule Ibérique, va s'allier au romain Scipion. Chassé par Syphax de ses États héréditaires, Massinissa change de cap : il conclut une alliance avec Rome (automne 206) et combat bientôt aux côtés de Scipion, dont il commande l'aile droite.
Les Massæsyles et les Massyles s'affrontent, en 203 av. J.-C. (bataille des Grandes Plaines, qui voit la prise de Cirta et la défaite de Syphax) à la fin de la deuxième guerre punique (218-202), à la suite de laquelle Massinissa, chef des Massyles, contribue de façon décisive à la victoire de l'Empire romain sur Carthage. Massinissa parvient dès lors à unifier la Numidie qui s'étend du fleuve Moulouya à l'ouest jusqu'à la Cyrénaïque à l'est.

### Numidie unifiée sous Massinissa

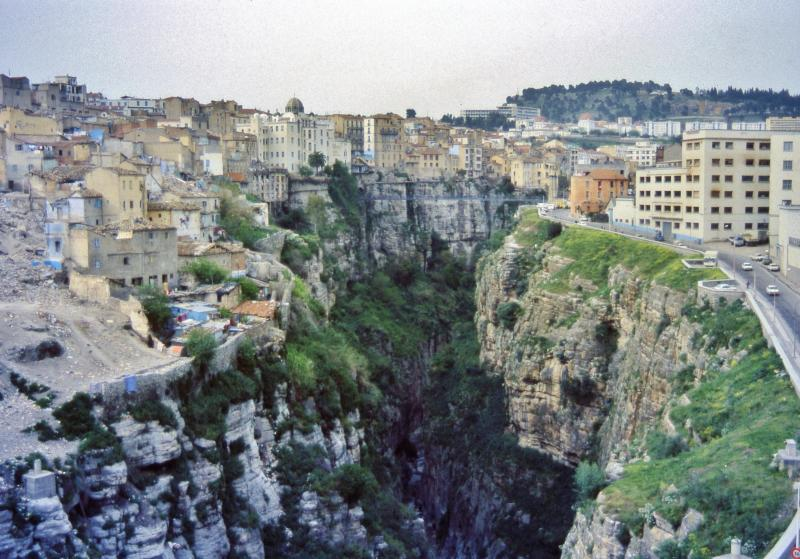
La vieille ville de Constantine, antique Cirta à gauche et les gorges du Rhummel (anc. rivière Ampsaga).

Massinissa est le souverain le plus populaire de l'histoire numide. Il n'est cependant connu qu'à travers les sources relatives aux guerres puniques, auxquelles il a pris part. Il unifia sous son autorité, avec l'accord et l'alliance de Rome, les royaumes  auparavant antagonistes des Massyles et des Massæsyles, et fit du nouveau royaume numide un État indépendant et prospère. On lui a attribué, à partir de 1931, le slogan « l'Afrique aux Africains », mais il s'agit là, en réalité, d'une invention du militant anticolonialiste qu'était Charles-André Julien, qui fabriqua, pour les besoins de la cause, une citation livienne à la fois inexistante et contraire aux données historiques.

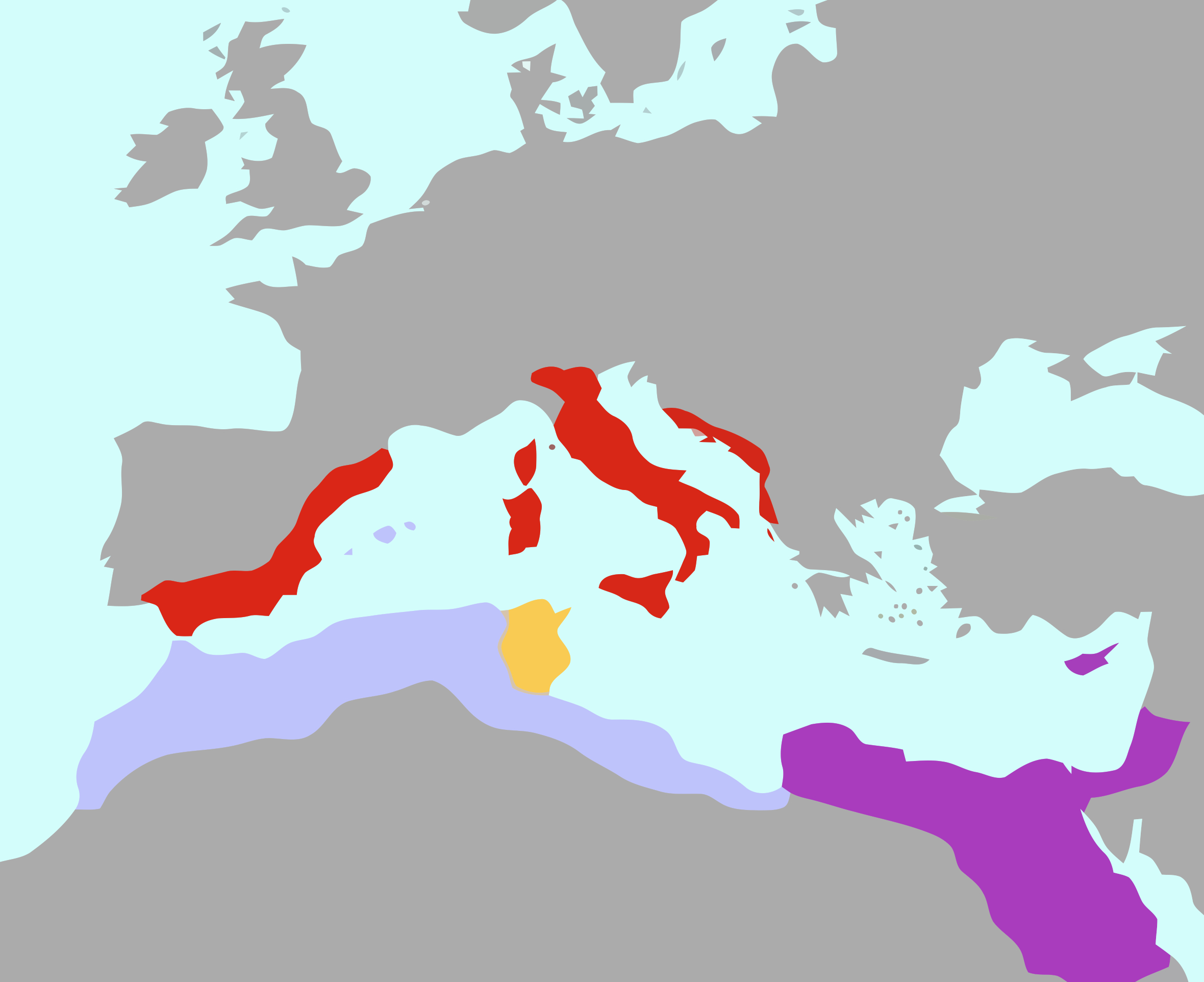
La (Mauve) dans sa plus grande étendue après la capture de Syphax en Tingitanie et la vassalisation de Bokkar entourant Carthage et l'Égypte ptolémaïque voisine et la République romaine

Massinissa met fin à la résistance du fils de Syphax, Vermina, et finit par occuper tout le pays des Massæsyles. Il fait expulser l'ensemble des Carthaginois des comptoirs côtiers. Il voit les Carthaginois à l'est comme des occupants des terres de ses ancêtres. Il se lance dans de grandes conquêtes à l'est : entre 174 et 172, il enlève aux Carthaginois plus de 70 cités ou places. En 162, il prend notamment Leptis Magna et la vallée moyenne de la Medjerda (région des Grandes Plaines). L'attitude de Rome est incertaine : elle l'aurait appuyé ou tout simplement laissé faire. De plus, après la capture de Syphax, le roi des Masaesyli (Algérie occidentale) avec sa capitale basée à Siga et après avoir perdu Siga s'était déplacé vers une capitale temporaire à Tinga, Bokkar, était devenu un vassal de Massinissa,,. Massinissa avait également pénétré aussi loin au sud au-delà de l'Atlas jusqu'aux Gétules et le Fezzan faisait partie de son domaine,.
Pour en finir avec sa rivale Carthage et empêcher que l'intégralité de son territoire bascule sous la domination numide, les Romains lancent la troisième guerre punique qui se termine par la ruine de Carthage en 146.

Le règne de Massinissa est également marqué par la culture des céréales dans de grands domaines royaux. La céréaliculture en Numidie est donc antérieure à Rome.

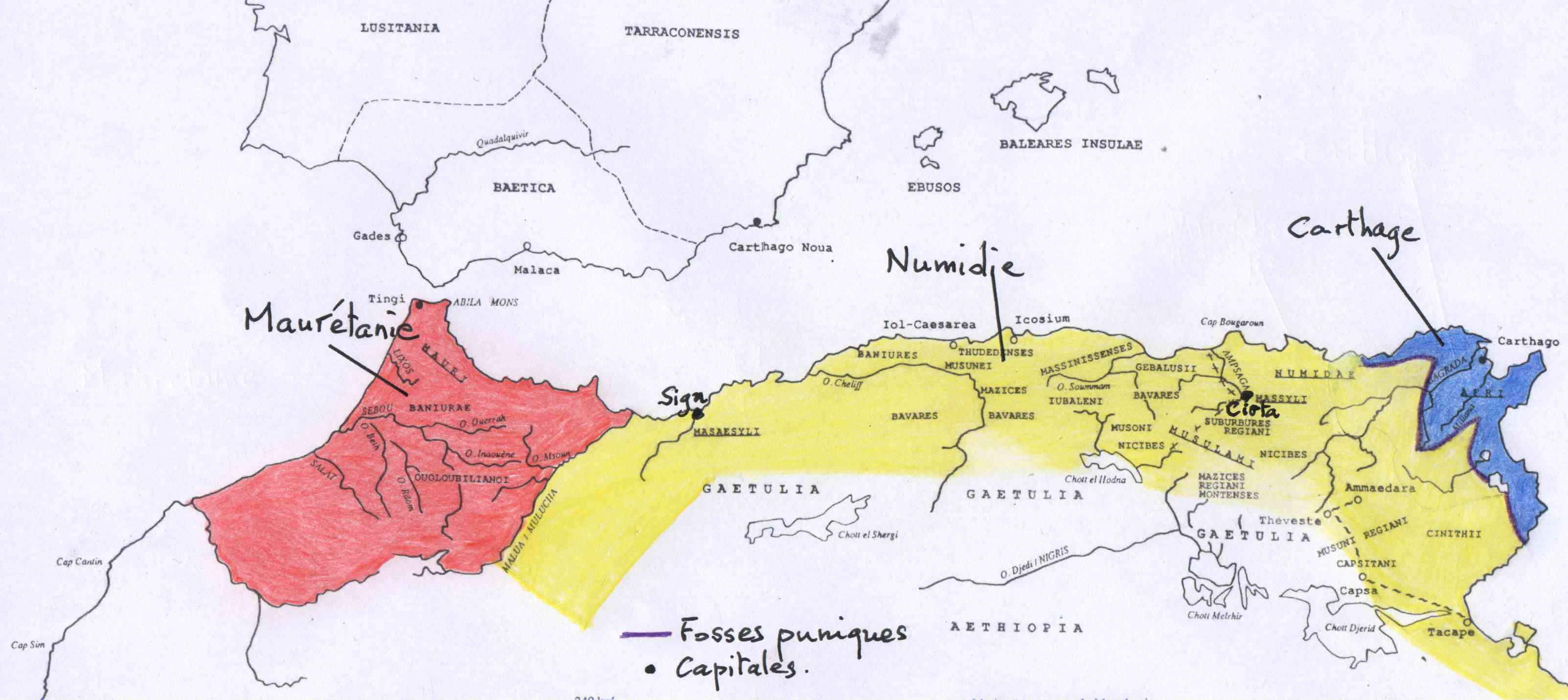
Le royaume de Numidie (en jaune), après les conquêtes de Massinissa en Tripolitaine.

Il réussit à préserver l'indépendance de son royaume en jouant habilement de la rivalité régionale qui prévalait à l'époque, tout en lui garantissant une prospérité économique certaine, grâce au remarquable développement de l'agriculture et de l'élevage. Sur le plan de l'organisation politique, Massinissa plaça à la tête de chaque province un gouverneur et à la tête de chaque tribu un « amokrane » (un chef). Son conseil, formé de dix personnes, le seconda efficacement dans sa politique et son administration générale. Au nombre de ces dix conseillers il avait trois de ses fils : Micipsa qui le suppléait en plusieurs affaires, Gulussa, chargé de la conduite des armées, et Mastanabal, chargé du trésor royal. Il mit en circulation une monnaie frappée à son effigie, où il est représenté « avec des traits réguliers, un œil largement ouvert sous un sourcil assez épais, des cheveux abondants et bouclés, une barbe allongée et bien taillée ». Le règne de Massinissa s'acheva avec sa vie, en 148.

### Après la mort de Massinissa
Après le décès du roi fondateur, une crise de succession — vue d'un bon œil par Rome — se produisit et entraîna la Numidie dans des troubles politiques. Micipsa, fils de Massinissa, succèdera à son père sur le trône. Durant son règne, inquiet de la popularité croissante de Jugurtha, petit-fils de Massinissa, « mais n'osant pas le faire périr, par crainte d'une révolte de ses sujets, Micipsa l'aurait envoyé devant Numance avec l'espoir qu'il s'y ferait tuer, victime de sa bravoure ». Il nomme Gulussa vice-roi et ministre de la Guerre, et Mastanabal vice-roi et ministre de la Justice.
Lorsque Micipsa meurt en 118, la Numidie est partagée entre ses deux fils, Hiempsal Ier et Adherbal, et son neveu (qu'il avait adopté) Jugurtha, lequel devient très populaire parmi les Numides. Hiempsal et Jugurtha se querellent immédiatement après la mort de Micipsa. Jugurtha fait assassiner Hiempsal en 117 à Thirmida, à la suite de quoi Adherbal livre bataille à Jugurtha, mais est vaincu et chassé du royaume. Adherbal se rend alors à Rome, où il demande l'aide du Sénat.

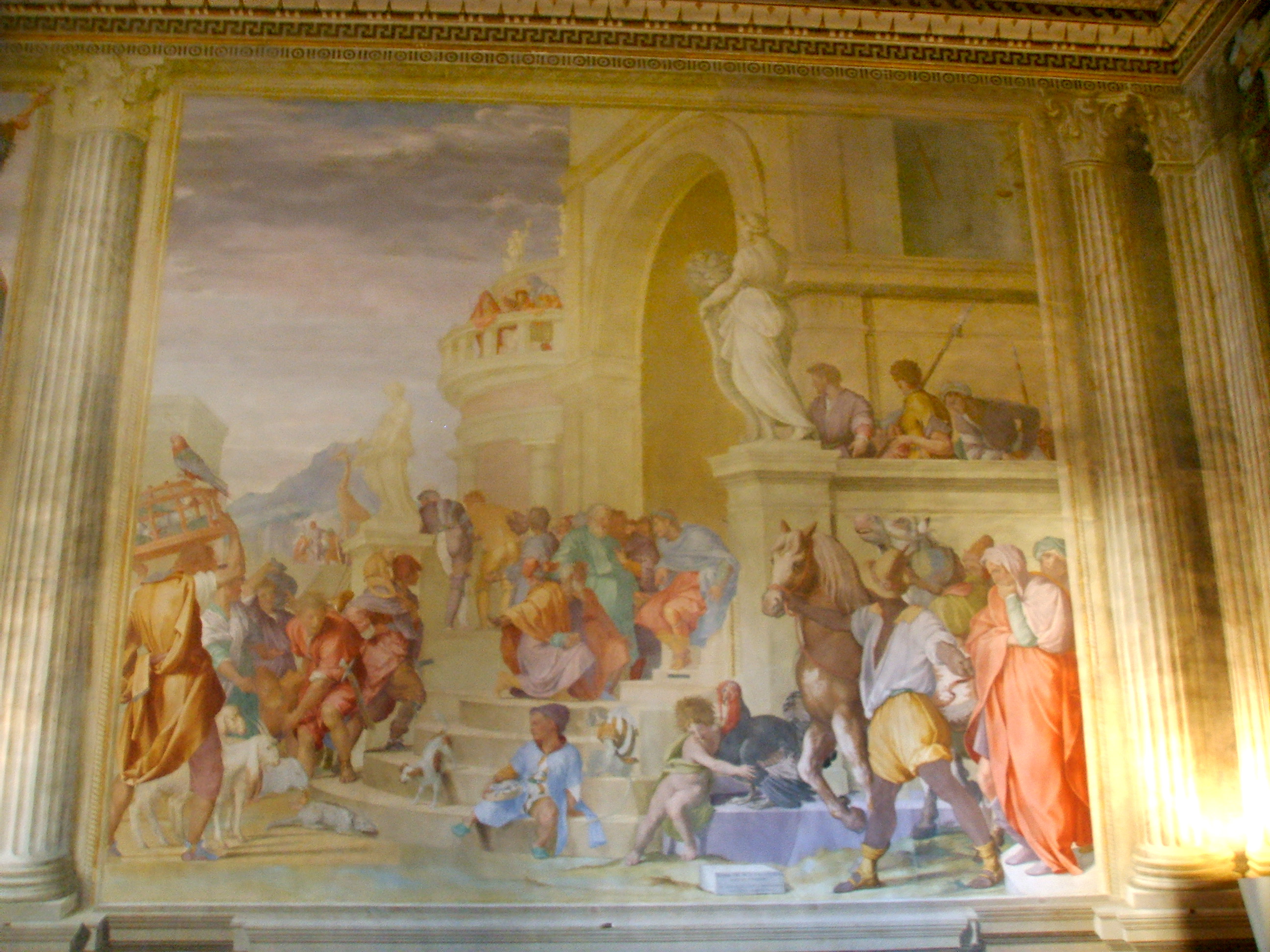
Syphax reçoit Scipion l'Africain. Fresque d'Alessandro Allori.

Jugurtha, au moment où, en 110, il quitte Rome, ayant été expulsé de la capitale et de l'Italie par un ordre du Sénat après avoir fait assassiner son cousin Massiva, se serait écrié : « Ville à vendre, et qui ne tardera pas à périr si elle trouve un acheteur ! », stigmatisant de la sorte la corruption ambiante, dont il avait su tirer grand profit.
Dans les années précédentes, il a en effet acheté la complaisance romaine  en corrompant à prix d'or des membres de l'aristocratie. Rome alors accepte de le laisser régner, mais seulement à condition que la Numidie reste divisée. Elle lui offre la reconnaissance diplomatique sur la Numidie occidentale, à condition qu'il remette Adherbal sur le trône en Numidie orientale. Jugurtha accepte dans un premier temps l'offre de Rome.
La Numidie a pour capitale Cirta, située sur le site de l'actuelle ville de Constantine,,,,,,, où fut découvert le tombeau de Massinissa. Toutefois, pour certains chercheurs, Cirta serait à l'emplacement de la ville du Kef, dans le Nord de la Tunisie. Cette controverse est connue sous le nom de problème de Cirta.

### Guerre avec Rome
Cependant, son intention de restaurer la Numidie unifiée demeure forte, ce qui le conduit à envahir en 112 la Numidie orientale, réunifiant ainsi de nouveau la Numidie. Au passage, il fait exécuter plusieurs hommes d'affaires romains opérant en Numidie orientale. Le gouvernement romain, inquiet d'un tel développement, est sur le point de lui déclarer la guerre lorsque Jugurtha réussit une nouvelle fois, avec grande habileté, à corrompre les responsables en place à Rome, confirmant la célèbre exclamation que lui prête Salluste « Urbem uenalem... ! » (Bellum Iugurthinum, 35, 10). Cela a pour conséquence d'atténuer l'animosité de la classe politique romaine à son encontre, et même de lui procurer un traité de paix avantageux. Toutefois, ce traité sera aussitôt remis en cause, après les profonds changements qu'a connus la classe dirigeante romaine ; excédé, Jugurtha fait assassiner Adherbal en réponse à cet acte. La classe politique romaine se mobilise alors contre Jugurtha et finit par demander l'invasion de la Numidie. Rome envoie le consul Metellus en Numidie à la tête de plusieurs légions pour punir Jugurtha et le déposer. Jugurtha parvient à résister durant des années, en combinant des manœuvres militaires face aux Romains et politiques avec son voisin de l'ouest, le roi Bocchus Ier de Maurétanie. L'adjoint du consul Metellus, Caius Marius, entrevoyant une opportunité, retourne à Rome pour se plaindre de l'inefficacité suspecte de son chef et demande à être élu consul à sa place, ce qu'il obtient. C'est alors que Caius Marius envoie son questeur, Lucius Cornelius Sylla, en mission en Maurétanie pour négocier l'aide de Bocchus Ier. Celui-ci accepte alors d'aider les Romains. Jugurtha est capturé à la faveur d'un guet-apens et, envoyé à Rome, est incarcéré dans le Tullianum. Il est exécuté tout de suite après le traditionnel triomphe romain, en 104.
Dès lors, la Numidie est partagée : sa partie occidentale est attribuée à Bocchus, roi de Maurétanie, et le reste est laissé sous l'autorité d'un roi vassal de Rome. Quelques décennies plus tard, des Numides participent à la conquête des Gaules par Jules César et sont notamment mentionnés lors du siège de Bibrax en -57.

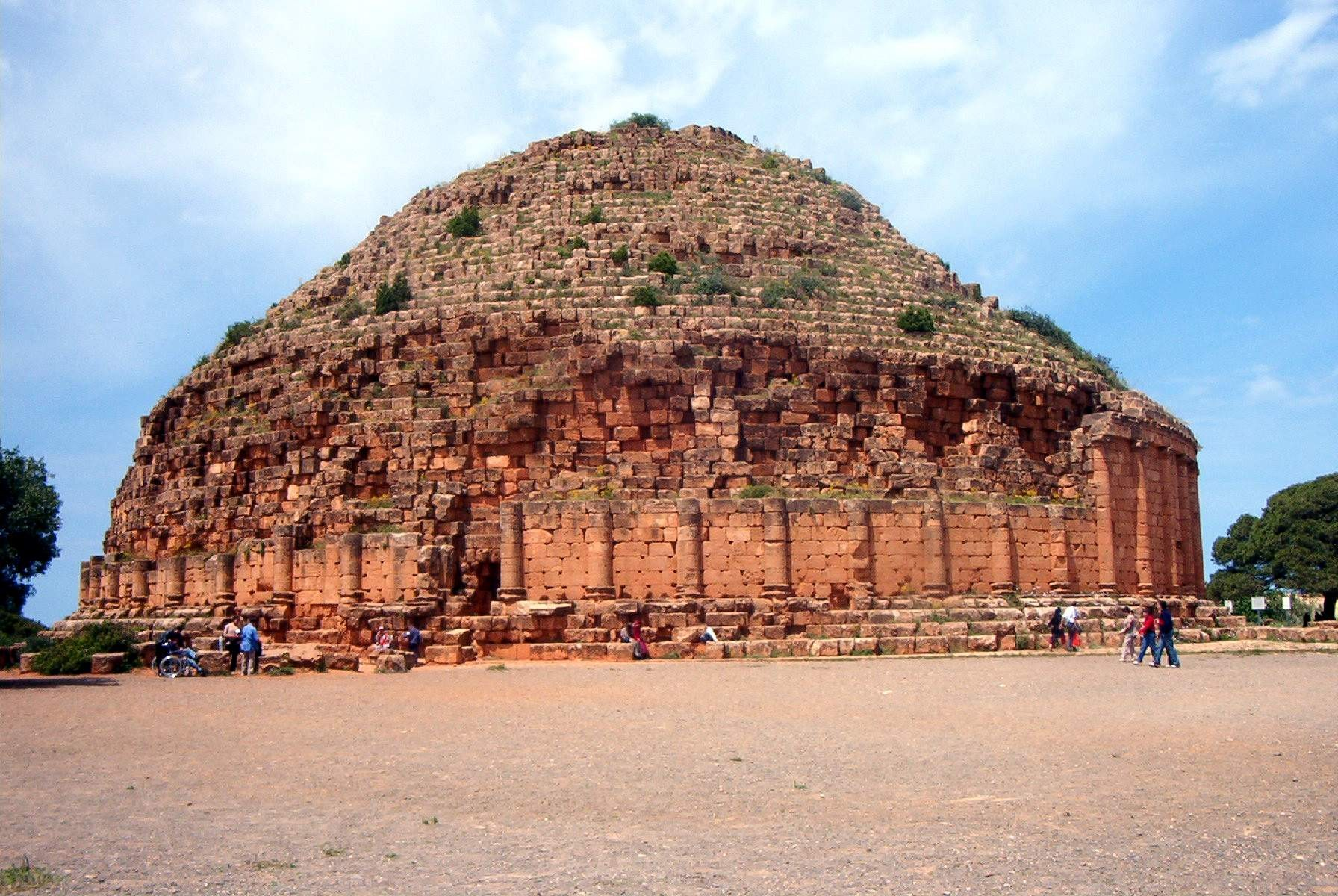
Mausolée royal de Maurétanie, Sidi Rached
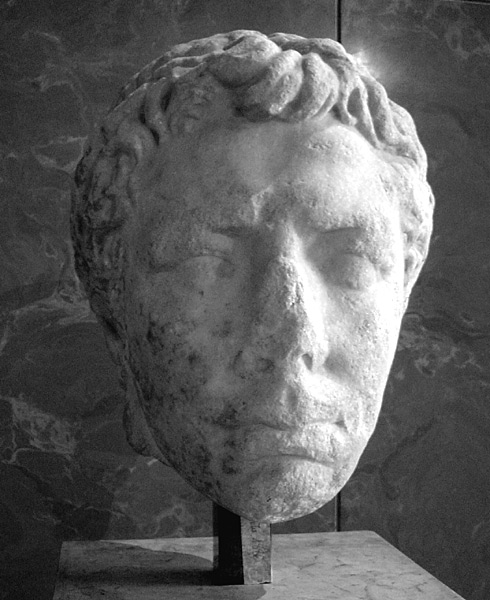
Portrait en marbre du roi Juba II découvert à Cherchell
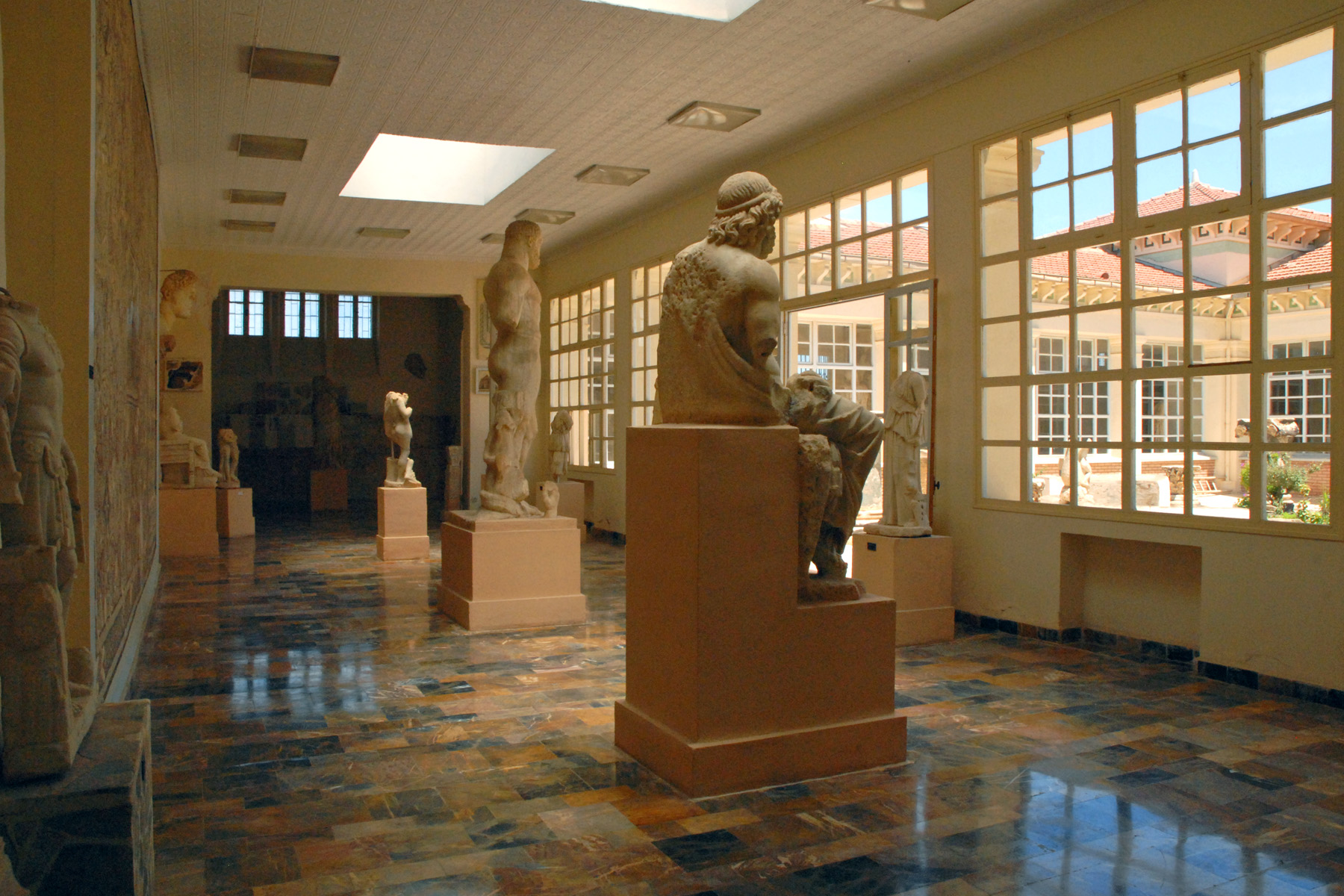
Musée archéologique de Cherchell
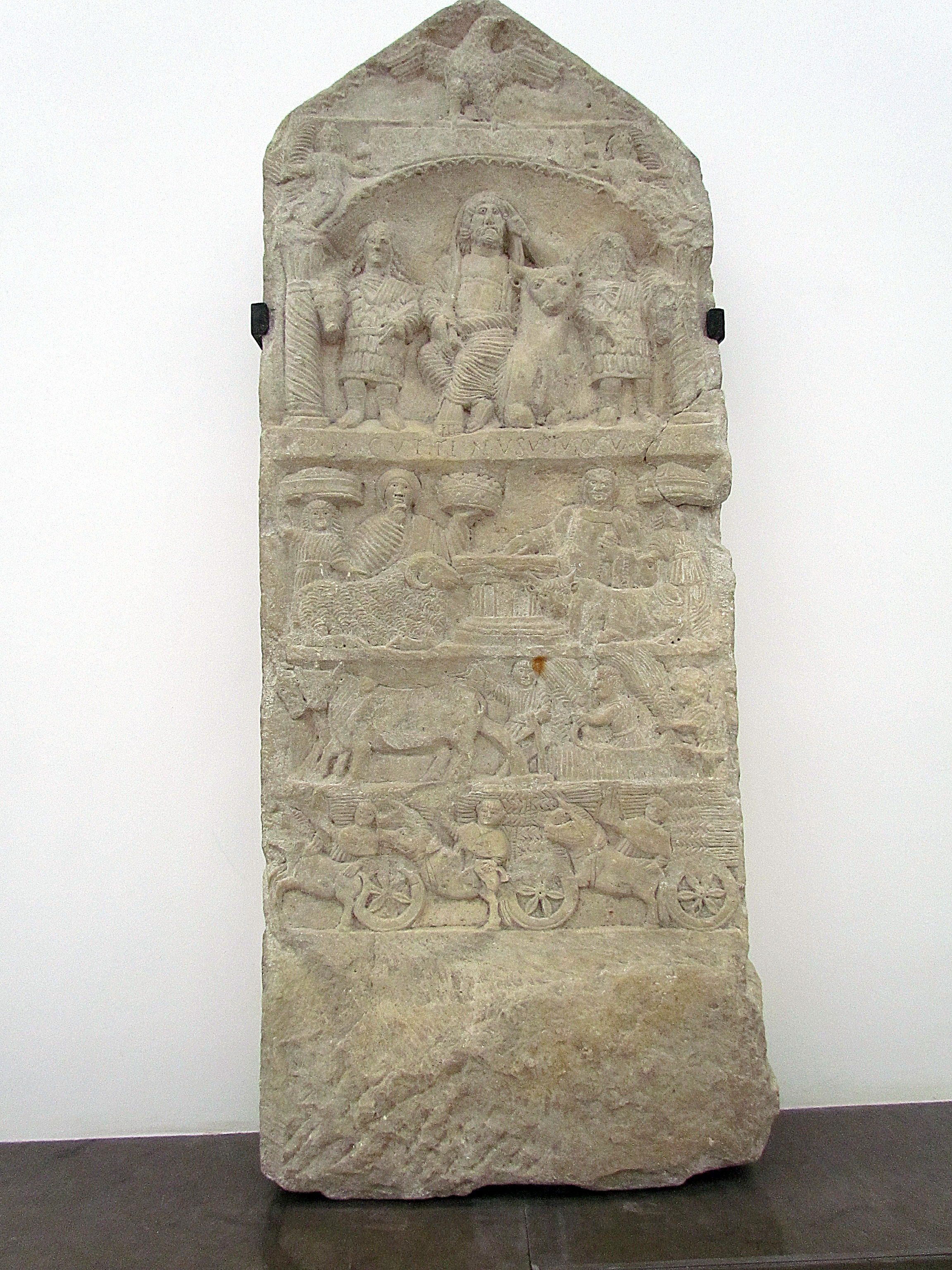
Stèle numide, Musée du Bardo
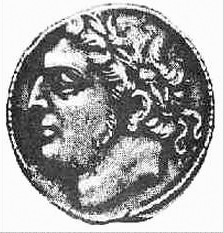
Pièce de monnaie à l'effigie de Jugurtha

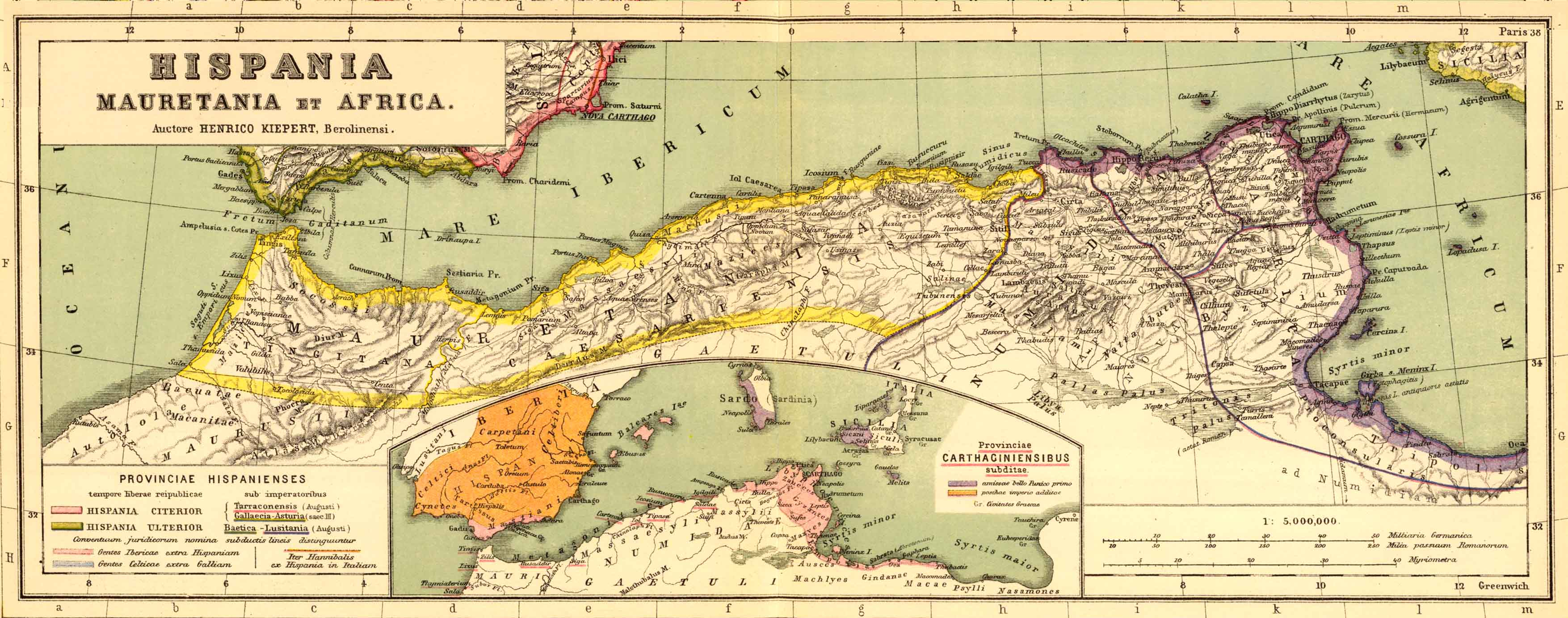
Provinces romaines de Maurétanie tingitane (à l'ouest), Maurétanie césarienne (au centre-ouest), Numidie (au centre-est) et Africa (à l'est) au Ier siècle de notre ère.

La situation dure jusqu'à la guerre civile entre Jules César et Pompée. Juba Ier, partisan de Pompée, perd son royaume en 46 av. J.-C. après la défaite de Thapsus contre César. César accorde à Publius Sittius un territoire vaste autour de Cirta (Constantine). La Numidie devient alors la province d’Africa nova, jusqu'à ce qu'Auguste réunisse les deux provinces en un seul ensemble, l'Afrique proconsulaire. Cette dernière est dirigée par un proconsul, qui conduit un moment l'armée d'Afrique. Auguste rend son royaume à Juba II, fils du précédent, après la bataille d'Actium (31 av. J.-C.). En 25 av. J.-C., Juba II reçoit le trône de Maurétanie, et la Numidie est partagée entre la Maurétanie et la province d'Afrique. La partie intégrée à la province d'Afrique en constitue une région. Mais en théorie elle n'a pas d'autonomie administrative, puisqu'elle dépend du proconsul assisté de légats,.
Les populations se rebellent de nombreuses fois, surtout les Zénètes, vers le début du Ier siècle. Les Maghraoua seraient très nombreux dans les environs d'Icosium (Alger) et Ptolémée de Maurétanie doit les contenir. Il fait transférer une partie d'eux vers le chlef, ce qui provoque une succession d'actions militaires de Rome, soldées parfois par de graves défaites romaines. Sept ans durant, Tacfarinas résiste aux Romains, malgré Tibère qui transfère une seconde légion pour appuyer la troisième légion Auguste (seule ensuite). Dès 39 apr. J.-C., Caligula confie la conduite de la région de Numidie à un légat de l'empereur chargé de commander la troisième légion Auguste. C'est ainsi qu'il met fin à une exception politique : celle d'une armée placée sous les ordres d'un proconsul et non d'un légat. Le Sénat perd la dernière légion qui était sous ses ordres.
Bien que toujours officiellement intégrée à la province d'Afrique proconsulaire, la Numidie en constitue une région à part, placée sous l'autorité de son légat, qui dirige la troisième légion Auguste et ne rend de comptes qu'à l'empereur. C'est une province de fait, mais non de droit, statut relativement unique dans l'empire. Après 193, sous Septime Sévère, la Numidie est officiellement détachée de la province d'Afrique et constitue la province de Numidie, gouvernée par un légat impérial. Sous Dioclétien, elle constitue une simple province dans la réorganisation tétrarchique, puis est brièvement divisée en deux : Numidie militaire et Numidie cirtéenne.

## Société de la Numidie
Du déchiffrement de diverses inscriptions libyques, il ressort que les Numides parlaient une langue berbère. Par ailleurs ils avaient la passion des chevaux et étaient réputés être des cavaliers sans frein (servant notamment dans l'armée carthaginoise puis romaine). Ils étaient de religion animiste et polythéiste ; quelques-unes de leurs croyances ont survécu jusqu'à nos jours chez les Berbères, comme les rites de la pluie (voir rite d'Anzar) ou la croyance en des esprits gardiens de lieux.
Très peu de traces directes de la religion, du mode de vie et des us et coutumes de ce peuple nous sont parvenues en raison des différentes invasions que l'Afrique du Nord a subies après l’effondrement de l’Empire romain. Néanmoins on trouve de nombreux récits concernant les Numides dans les littératures grecque et romaine de l’Antiquité.

## Architecture

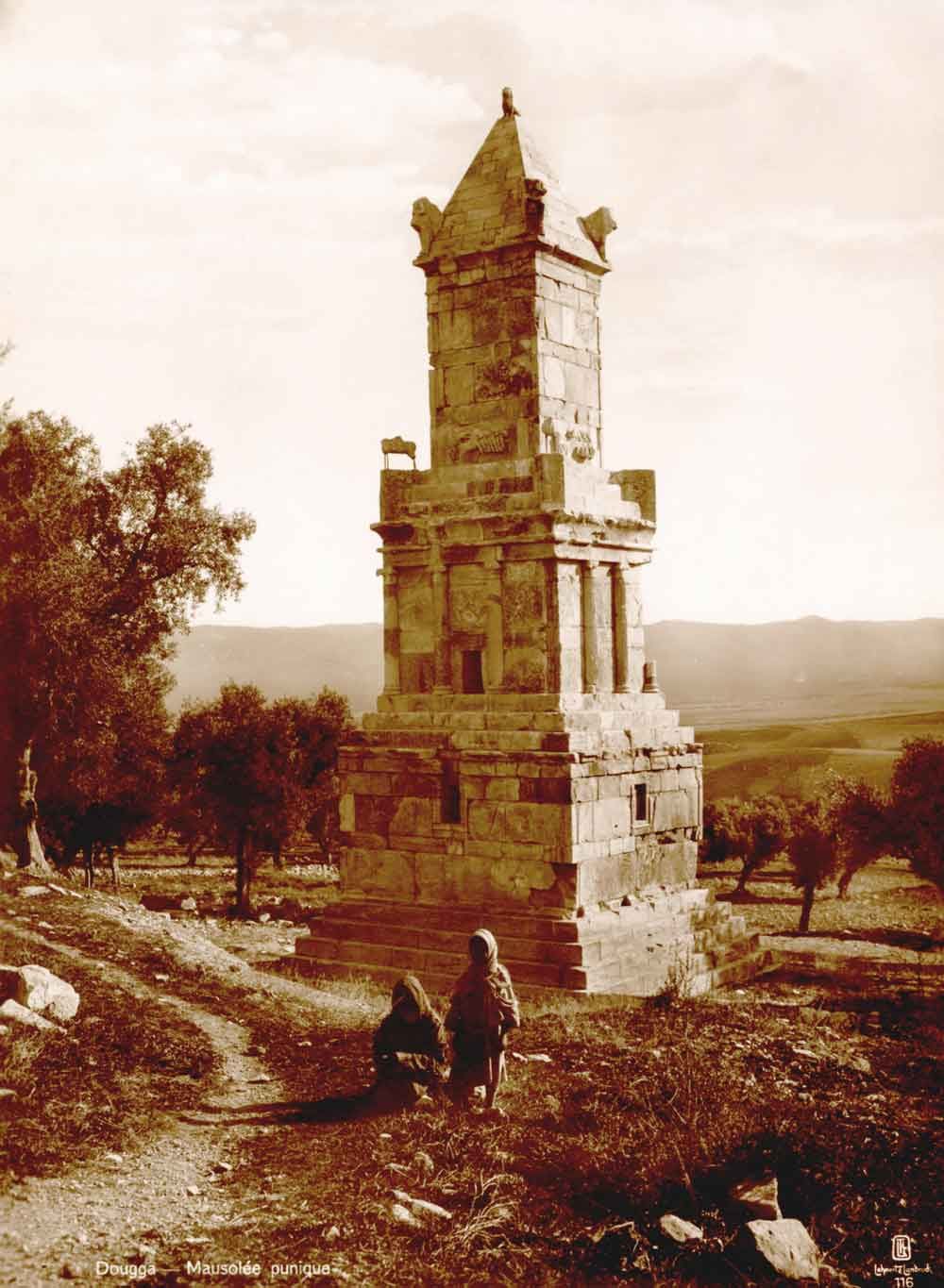
Le mausolée de Dougga, dans l'actuelle Tunisie, vers 1900.

Le terme « architecture royale numide » a été inventé pour les monuments construits par les rois numides. Ces monuments sont constitués de tombes, tumulus et sanctuaires. Quelques exemples de ces structures sont le mausolée de Dougga à Dougga, le mausolée de Beni Rhénane à Béni Saf, une tombe à Henchir Bourgou à Djerba ainsi que deux tombes en tumulus connues sous le nom de Medracen à Boumia, et le mausolée royal de Maurétanie à Sidi Rached. Il y a aussi des autels qui ont été construits à Simitthus et Kbor Klib. Tous ces monuments ont été construits dans la zone gouvernée par Massinissa et ses descendants.

## Héritage et postérité
La constitution algérienne cite le « royaume numide » dans son préambule, marquant une volonté de reconnaissance politique de l'histoire et de l'identité berbère du pays,:

« Le peuple algérien est un peuple libre, décidé à le demeurer.
Son histoire, plusieurs fois millénaire, est une longue chaîne de luttes qui ont fait de l'Algérie de
toujours une terre de liberté et de dignité.
Placée au cœur des grands moments qu'a connus la Méditerranée au cours de son histoire,
l'Algérie a su trouver dans ses fils, depuis le royaume numide et l'épopée de l'Islam jusqu'aux guerres
coloniales, les hérauts de la liberté, de l'unité et du progrès en même temps que les bâtisseurs
d'Etats démocratiques et prospères dans les périodes de grandeur et de paix. »